# Stictopisthus nemoralis
Stictopisthus nemoralis är en stekelart som beskrevs av Schwenke 1999. Stictopisthus nemoralis ingår i släktet Stictopisthus och familjen brokparasitsteklar. Inga underarter finns listade i Catalogue of Life.